# When Dream and Day Unite
A When Dream and Day Unite az amerikai progresszív metal együttes Dream Theater 1989-ben megjelent első stúdióalbuma. Ez az egyetlen Dream Theater-album, melyen Charlie Dominici énekel.

## Története
Az együttes 1988 nyarán kötött szerződést az MCA társasághoz tartozó Mechanic lemezkiadóval és 3 hét alatt felvették bemutatkozó lemezüket, amelyre a zenekar saját bevallása szerint is nagy hatással volt a Queensrÿche együttes. Megjelenésekor azonban az album nem váltott ki komoly visszhangot, ami a csapat számára csalódást okozott. A kiadó anyagi támogatása nélkül csak New York környékén tudtak lekötni néhány fellépést, de a negyedik koncert után kirúgták az énekes Dominicit, majd szakítottak a Mechanic Records-szal is. Következő stúdióalbumukat az új énekes (James LaBrie) megtalálása után már az Atlantic Records számára készítették el.
A When Dream and Day Unite album remasterizált, limitált példányszámú változata 2002-ben a One Way Records kiadásában jelent meg. 2004-ben, napra pontosan 15 évvel az album eredeti megjelenése után, az együttes aktuális felállása teljes egészében eljátszotta a lemez anyagát egy Los Angeles-i koncerten, amelynek felvétele CD-n és DVD-n a következő évben a Dream Theater Official Bootleg sorozatában került kiadásra When Dream and Day Reunite címmel. Charlie Dominici és a későbbi billentyűs Derek Sherinian vendégként léptek fel a koncert ráadásában míg Kevin Moore egyáltalán nem vett részt a múltidézésben.

## Az album dalai
1. "A Fortune in Lies" – 5:12
2. "Status Seeker" – 4:15
3. "The Ytse Jam" – 5:43
4. "The Killing Hand" – 8:40
  - I. The Observance
  - II. Ancient Renewal
  - III. The Stray Seed
  - IV. Thorns
  - V. Exodus
5. "Light Fuse and Get Away" – 7:23
6. "Afterlife" – 5:27
7. "The Ones Who Help to Set the Sun" – 8:04
8. "Only a Matter of Time" – 6:35

## Közreműködők
- Charlie Dominici – ének
- John Petrucci – gitár
- John Myung – basszusgitár
- Mike Portnoy – dobok
- Kevin Moore – billentyűs hangszerek

## Külső hivatkozások
- Dream Theater hivatalos oldal
- Encyclopaedia Metallum – Dream Theater: When Dream and Day Unite
- Encyclopaedia Metallum – Dream Theater: When Dream and Day Reunite
- When Dream and Day Unite dalszövegek
- Dream Theater a Billboard listáján